# 伏爾加翼龍屬
伏爾加翼龍屬（意為「伏爾加河的龍」）是翼龍目翼手龍亞目神龍翼龍科的一屬，生存於白堊紀晚期的俄羅斯西部。
伏爾加翼龍的化石是一個下頜，以及身體的碎片，發現於俄羅斯薩拉托夫州南部的黎布什卡組（Rybushka Formation）地層，年代為坎潘階早期。伏爾加翼龍的體型與演化位置，介於神龍翼龍、包科尼翼龍（桑托階到土侖階），與風神翼龍（馬斯垂克階）之間。伏爾加翼龍的模式種是波氏伏爾加翼龍（V. bogolubovi），是在2008年由俄羅斯古生物學家亞歷山大·阿維里安諾夫（Alexander Averianov）等人敘述、命名，種名來自蘇聯時期古生物學家尼古拉·波戈柳波夫（Nikolay Bogolyubov，1872—1928），俄羅斯出土的第一具翼龍化石即是由他發現。